# Haag am Hausruck
Haag am Hausruck är en ort och kommun i Österrike. Den ligger i distriktet Grieskirchen i förbundslandet Oberösterreich, 200 kilometer väster om huvudstaden Wien.
Kommunen består sedan 1 januari 2024 av endast en ort (ortschaft), Haag am Hausruck. Dessförinnan var kommunen indelad i 27 orter:

- Aubach
- Bachleiten
- Brunnberg
- Buchegg
- Ditting
- Dorf
- Eidenedt
- Geierau
- Gotthaming
- Haag am Hausruck
- Hatscheksiedlung
- Hinteregg
- Hochfeld
- Hundassing
- Kreuzerfeld
- Letten
- Lugendorf
- Luisenhöhe
- Manichgattern
- Niedernhaag
- Obermeggenbach
- Oberntor
- Pramwald
- Rampersdorf
- Reischau
- Starhemberg
- Steinpoint